# UC Ceares
UC Ceares is een Spaanse voetbalclub uit Ceares, Gijón.  De club werd in 1946 opgericht en speelt haar thuiswedstrijden in het Estadio La Cruz.  
De ploeg heeft steeds op het niveau van het amateurvoetbal in Asturië vertoefd. Tijdens het overgangsjaar 2020-2021, het laatste jaar van de Segunda División B, kon de ploeg vanuit de Tercera División groep 2 een plaats in de nieuw opgerichte Segunda División RFEF afdwingen.  Tijdens het seizoen 2021-2022 verliep het echter helemaal niet goed met de ploeg op het nieuwe vierde niveau van het Spaans voetbal en eindigde ze op een laatste plaats.  Zo speelt de ploeg vanaf het seizoen 2022-2023 weer in het regionale voetbal en dit op het niveau van de Tercera División RFEF.
Real Avilés ·
Avilés Stadium CF ·
Caudal Deportivo ·
UC Ceares ·
CD Colunga ·
Condal CF ·
UD Gijón Industrial ·
SD Lenense ·
L'Entregu CF ·
UD Llanera ·
CD Llanes ·
CD Mosconia ·
SD Navarro CF ·
CD Praviano ·
EI San Martín ·
Club Siero ·
Real Titánico ·
CD Tuilla ·
Urraca CF ·
Valdesoto CF ·
CD Vallobín ·